# スライディングブロックパズル

スライディングブロックパズルの例（15パズル）

スライディングブロックパズルとは、ケースの中に収められたコマを空所を利用して動かし、目的の配置にするパズルの総称である。コマを滑らすように動かす（スライドさせる）事からこの名称がつけられている。スライドパズルとも呼ばれる。

## 主な作品
Dad Puzzle (Dad's Puzzle)
20世紀初頭に誕生したパズル。一番大きいコマを目的の場所へ移動させる。
15パズル
その名の通り15個のコマを利用したパズル。1-15の数字が書かれている物が一般的だが、16分割された絵が描かれていることも多い。
Klotski（ポーランド、木のブロックを意味する）/赤いロバ（フランス）/華容道（中国）/箱入り娘（日本）
20世紀初頭に誕生し、日本では1930年代に流通したパズル。一番大きいコマを外に出すのが目的。
Get my goat
柵の外に出ているヤギを柵の中に入れるパズル。芦ヶ原伸之はこの作品のデザインを工夫し「ザ・太陽」を発表している。
TOKYO PARKING・RUSH HOUR
芦ヶ原伸之の作。通常のスライディングブロックパズルと違い、動かせる方向に制限がある。
前者は日本で市販されたときの名称。後者はアメリカThink Fun社から発売されたときの商品名である。
ON-OFF パズル
上と同じく芦ヶ原伸之の作。世界パズル選手権で出題された。2通りの解答のうち手数の短い方を答えなくてはならない。
「アウト」シリーズ
4つの同じ形のピースのうち、特定のピースを外に出すパズル。岩沢宏和の作品で、現在4種類が発表されている。そのうちの一つ「長方形アウト」は、国際パズルパーティーのパズルデザインのコンペションで入賞している。
従来のスライディングブロックパズルに比べて空所が広く、ピースの回転が認められているのが特徴である。

## 解析
一部のパズルにおいて、ある状態から他の状態に移動できるかを判定するためにパリティと呼ばれる概念を用いることがある。15パズルなどでは、これによって解ける配置かどうかが確認できる。

## 関連するパズル
アンチスライド問題
与えられた枠に指定されたピースを配置し、全てのピースがスライドできないようにする問題。
フライングブロックパズル
2000年代に誕生した問題。ピースを滑らせる代わりに持ち上げて別の場所に置き直す。移動時の回転が認められているなどスライディングブロックパズルより自由度が高い。